# سیارک ۱۱۶۳۷
سیارک ۱۱۶۳۷ (به انگلیسی: 11637 Yangjiachi، نامگذاری:1996YJ2) یازده هزار و ششصد و سی و هفتمین سیارک کشف شده‌است که در ۲۴ دسامبر ۱۹۹۶ کشف شد.
قدر مطلق سیارک برابر ۳۲٫۳ است.